# Phases de l'alimentation
 (septembre 2011).
Les phases de l’alimentation correspondant au processus d'alimentation se décomposent en quatre parties : préparatoire ou pré-orale, orale, pharyngienne et œsophagienne,.

## Phases

### Phase préparatoire ou pré-orale
La phase préparatoire ou pré-orale est une phase volontaire. L’aliment est déposé sur la langue qui le déplace vers les molaires pour la mastication ou vers l’arrière-gorge s’il ne demande pas de préparation (purée, compote, etc.). Les mouvements de la mandibule (mâchoire inférieure) permettent le broyage de la nourriture avec les dents et son humectation avec la salive. À ce stade, la salive permet également de goûter les aliments en dissolvant les constituants chimiques de la nourriture et « amorce la digestion des féculents ». Elle favorise aussi la formation du bol alimentaire (bolus) qui est contrôlé et maintenu par la langue, les lèvres et les joues.
Sa durée, de plusieurs secondes, est variable selon la consistance de l’aliment et la quantité mise en bouche.

### Phase orale
La phase orale est une phase de transport. Après sa préparation, le bolus est regroupé et la langue positionnée en forme de « U » pour le maintenir en place. La fermeture des lèvres et l’action des joues produisent une pression négative contribuant à la propulsion du bolus vers l’arrière. La langue, dans un mouvement péristaltique (vague), se colle au palais de l’avant vers l’arrière afin de déplacer le bolus vers le pharynx. Les piliers postérieurs s’écartent et le bolus, poussé par la langue, franchit l’isthme du gosier.
Sa durée est d'approximativement 1 seconde.

### Phase pharyngienne
La phase pharyngienne correspond à la phase réflexe et involontaire d’avalement. Le passage du bolus entre les piliers du pharynx stimule, via le tronc cérébral, les mouvements automatiques et commande l’arrêt de la respiration. Il existe trois mécanismes de protection : le réflexe vélo-pharyngé (le palais mou se colle au fond de la gorge pour éviter que les aliments remontent dans le nez), le réflexe de déglutition (protection des cordes vocales et des voies respiratoires) et si des aliments se rendaient aux cordes vocales, le réflexe de la toux permet de dégager la trachée. À l’arrivée des aliments, il y a ouverture du sphincter œsophagien supérieur.
Sa durée est d'approximativement 1 seconde.

### Phase œsophagienne
La dernière phase de l'alimentation est la phase œsophagienne. Le bol alimentaire se déplace du pharynx à l’estomac par l’action péristaltique des muscles volontaires et involontaires de l’œsophage. Le bolus passe dans l’estomac grâce au relâchement du sphincter œsophagien inférieur. La reprise de la respiration s’effectue à cette phase.
Sa durée est de 5 à 20 secondes pour les solides et de 1 à 2 secondes pour les liquides.

## Intervention en cas de problème
Lorsqu'un problème survient, certains professionnels incluant l'ergothérapeute, l’orthophoniste et les diététiciens peuvent contribuer à l’évaluation des différentes composantes du processus d’alimentation et à l’élaboration d’un plan d’intervention dans un contexte interdisciplinaire. Chaque professionnel effectue l’évaluation en cohérence avec son champ d’expertise. Comme il s’agit d’une activité complexe, il est normal que la prise en charge se fasse de manière conjointe par tous ces professionnels. À titre d’exemple, dans certains milieux, le diététicien effectue une évaluation en lien avec l’apport nutritionnel et l’adaptation de l’alimentation pour le patient. L’orthophoniste évalue les structures oro-motrices. L’ergothérapeute évalue les composantes influençant la déglutition, telles que le positionnement, les influences environnementales lors de la prise des repas, les fonctions cognitives, perceptuelles et sensorielles ainsi que leur impact sur l’alimentation. Les mandats de chaque professionnel sont définis par la Loi 90.